# John Quarmby
John Quarmby, född 18 juni 1929 i Liverpool, död 5 april 2019, var en brittisk skådespelare. Quarmby gjorde bland annat rollen som hälsoskyddsinspektören mr Carnegie i ett avsnitt av komediserien Pang i bygget (1979). Han har även medverkat i bland annat Den röda nejlikan (1982), En julsaga (1984) och Kungen & älskarinnan (1995).

## Filmografi i urval
- 1971 – The Rivals of Sherlock Holmes (TV-serie)
- 1974 – Hem till kåken (TV-serie)
- 1979 – Pang i bygget (TV-serie)
- 1982 – Den röda nejlikan
- 1983 – Dombey and Son (TV-serie)
- 1984 – En julsaga
- 1985 – 13 vid bordet
- 1987 – Vanity Fair (TV-serie)
- 1987 – Little Dorrit (TV-serie)
- 1989 – Prins Caspian och skeppet Gryningen (TV-serie)
- 1991 – Great Expectations (TV-serie)
- 1994 – Black Beauty
- 1995 – Kungen & älskarinnan
- 1999 – Oliver Twist (Miniserie)